# ガストン・ラミレス
ガストン・エセキエル・ラミレス・ペレイラ（Gastón Exequiel Ramírez Pereyra, 1990年12月2日 - ）は、ウルグアイ・リオ・ネグロ県出身のサッカー選手。元ウルグアイ代表。ポジションはミッドフィールダー。

## 経歴

### クラブ
CAペニャロールの下部組織で育ち、2009年3月21日のデフェンソール・スポルティング戦でトップチームでのデビューを果たした。2年目の2009-10シーズンは20試合に出場して6ゴールを決め、リーグ優勝に貢献。
翌2010年8月25日、イタリアのボローニャFCに移籍。同年9月26日のカターニア戦でセリエA初出場。すぐにその才能を発揮し、2012年1月にはFIFAにより「2012年に注目すべき選手」に選ばれた。
2012年8月31日、サウサンプトンFCに移籍した。
2014年9月、ハル・シティAFCにレンタル移籍。
2016年1月26日、ミドルズブラFCにレンタル移籍した。
2017年8月4日、UCサンプドリアに移籍した。
2021年12月7日、ACモンツァに移籍した。

### 代表
U-20ウルグアイ代表として2009 FIFA U-20ワールドカップに出場。2010年10月18日のインドネシア代表戦でA代表デビューを果たした。2012年夏にはウルグアイ代表の一員としてロンドンオリンピックに参加し、3試合出場で1ゴールの成績を残した。

## 代表歴

### 出場大会
- ウルグアイ代表
  - 2014 FIFAワールドカップ

### 試合数
- 国際Aマッチ 43試合 0得点（2010年-2018年）[7]

| ウルグアイ代表 | 国際Aマッチ | 国際Aマッチ |
| 年             | 出場        | 得点        |
| -------------- | ----------- | ----------- |
| 2010           | 3           | 0           |
| 2011           | 5           | 0           |
| 2012           | 6           | 0           |
| 2013           | 12          | 0           |
| 2014           | 8           | 0           |
| 2015           | 0           | 0           |
| 2016           | 8           | 0           |
| 2017           | 0           | 0           |
| 2018           | 1           | 0           |
| 通算           | 43          | 0           |

## タイトル

### クラブ
CAペニャロール
- プリメーラ・ディビシオン：1回 (2009-10)